# مارغريت مورتون
مارغريت مورتون (بالإنجليزية: Margaret Morton)‏ هي لاعبة كرلنغ بريطانية، ولدت في 29 يناير 1968 في Ayrshire ‏ في المملكة المتحدة.

## وصلات خارجية
- مارغريت مورتون على موقع الاتحاد الدولي للكرلنغ (الإنجليزية)
- مارغريت مورتون على موقع اللجنة الأولمبية الدولية (الإنجليزية)
- مارغريت مورتون على موقع أوليمبيديا (الإنجليزية)
- مارغريت مورتون على موقع اللجنة الأولمبية البريطانية (الإنجليزية)